# Buchnera affinis
Buchnera affinis är en snyltrotsväxtart som beskrevs av Wildem.. Buchnera affinis ingår i släktet Buchnera och familjen snyltrotsväxter. Inga underarter finns listade i Catalogue of Life.